# 宝华镇 (南涧县)
宝华镇，是中华人民共和国云南省大理白族自治州南涧彝族自治县下辖的一个乡镇级行政单位。

## 行政区划
宝华镇下辖以下地区：
宝华村、云华村、美星村、兔街村、光乐村、白竹村、拥政村、小铁窑村、虎街村和无量村。